# Frank Jæger
Frank Jæger (* 19. Juni 1926 in Frederiksberg; † 4. Juli 1977 in Helsingør) war ein dänischer Schriftsteller, der vor allem durch seine Gedichte bekannt wurde.

## Leben und Werk
Frank Jæger besuchte bis 1945 das Gymnasium, machte anschließend eine Ausbildung als Bibliothekar und lebte ab 1950 als freier Schriftsteller. Von 1952 bis 1953 war er Mitherausgeber der Zeitschrift Heretica.
Seine ersten Texte waren heiter-romantische Natur- und Liebesgedichte. Sein leichter, phantasie- und humorvoller Stil unterschied sich stark von der übrigen eher schweren und nachdenklichen dänischen Nachkriegsliteratur.

„Vi vil sætte os I Grøfterne og / med stor Stemme forlange, at / vore Huse, vore Piger og altfor / faa Bjørn, vore haandgribelige og / uvirkelige Dyr / vor Jord skal leve.

Wir wolln in die Gräben uns setzen / und Vivat fordern mit großer Stimme / für unsere Häuser, unsere Mädchen und allzu / wenigen Kinder, unsere handgreiflichen / und unwirklichen Tiere, unsere Erde.“

Themen seiner späteren Lyrik handeln von Jütland, von Einsamkeit und dem Meer mit manchmal düsteren Herbst- und Winterbildern. Sein Gedicht „Sidenius in Esbjerg“, das Abschlussgedicht seiner Lyriksammlung Cinna, in der er der Realität des Todes entgegensieht, wurde in den Dänischen Kulturkanon aufgenommen. Seine Lyrik ist insgesamt geprägt von „großer Wortkunst und launiger Ironie“.
Einige frühe Erzählungen weisen Verwandtschaft mit den deutschen Romantikern auf. In Iners (Aus dem Lateinischen: untüchtig) erinnert der Flöte spielende Held an Eichendorffs Novelle Aus dem Leben eines Taugenichts. In Kapellanen og andre Fortællinger (Der Kaplan und andere Erzählungen) zeigt Jæger auf vielfache Weise, wie sich Isolierung auf die Persönlichkeit auswirkt. Seine späten Prosawerke Døden i skoven (Tod im Wald) (1970) und Provinzen (1972) sind von dunkler Skepsis geprägt. Neben Lyrik und erzählender Prosa schrieb Jæger Schauspiele, Hörspiele, Essays und eine fiktive Autobiografie; er erhielt zahlreiche Auszeichnungen.
Viele seiner Gedichte wurden vertont. So inszenierte unter anderem „Det Flydende Teater“ 2010 das musikalische Drama Idylia über Frank Jægers wildes Leben, eine Veranstaltung im Wasser, bei der zusammen mit biografischen Szenen seine Gedichte mit Vertonungen von Frederick Mellquist aufgeführt wurden.

## Veröffentlichungen (Auswahl)

### Lyrik
- 1948: Dydige digte
- 1949: Morgenens trompet
- 1953: Tyren
- 1956: Havkarlens sange
- 1959: Cinna og andre digte
- 1964: Fyrre Digte
- 1967: Idylia

### Prosa
- 1950: Iners
- 1957: Kapellanen og andre fortællinger
- 1964: Pastorale. Pelsen
- 1965: Drømmen om en sommerdag og andre Essays
- 1972: Provinser
- 1973: S
- 1976: Udsigt til Kronborg

### Deutschsprachige Ausgaben
- Tod Im Wald. Erzählungen. Aus dem Dänischen übertragen von Alexander Grossmann. Hinstorff, Rostock 1970

## Auszeichnungen
- 1958: Dänischer Kritikerpreis
- 1959: De Gyldne Laurbær
- 1960: Emil Aarestrup Medaille
- 1962: Søren-Gyldendal-Preis
- 1962: Literaturpreis Drachmannlegatet
- 1969: Großer Preis der Dänischen Akademie